# Рендерс, Семм
Семм Ре́ндерс (нидерл. Semm Renders; родился 17 декабря 2007) — бельгийский футболист, правый защитник клуба «Антверпен».

## Клубная карьера
Воспитанник «Антверпена», 29 августа 2024 года Семм Рендерс подписал свой первый профессиональный контракт с клубом. 6 октября 2024 года дебютировал в Про-лиге выйдя на замену в матче против «Серкль Брюгге».